# 18969 Valfriedmann
18969 Valfriedmann (2000 QY152) là một tiểu hành tinh vành đai chính được phát hiện ngày 29 tháng 8 năm 2000 bởi nhóm nghiên cứu tiểu hành tinh gần Trái Đất phòng thí nghiệm Lincoln ở Socorro.